# Chrysler Centura
Der Chrysler Centura war ein Mittelklasse-PKW, der von Chrysler Australia gebaut wurde und auf dem französischen Chrysler 180 basierte. In Australien war der Wagen aber mit im Lande hergestellten Sechszylinder-Hemi-Reihenmotoren ausgestattet. Zwischen Mitte 1975 und Ende 1978 entstanden ca. 20.000 Fahrzeuge.

## Entwicklung
Die Ingenieure von Chrysler Australia und Simca überlegten zunächst, die Karosserie des 180 abzuändern und den Antrieb zu verkürzen, sodass die australischen Sechszylindermotoren weiter hinten im Fahrzeug eingebaut werden könnten, entschieden sich dann aber, stattdessen die Nase des Fahrzeuges zu verlängern, weil man bei Chrysler Australia offenbar meinte, dass so ein aggressiver und besser aussehendes Auto entstünde. Die Frontpartie griff damit das – primär bei Ford etablierte – Designmotiv der Knudsen-Nase auf. Dies bedeutete auch, dass weniger Veränderungen notwendig waren, um den 180 zu „australisieren“, was auch die Montagekosten senkte. Zusätzlich gab es umfangreiche kosmetische Änderungen am Kühlergrill, den Scheinwerfern, der Motorhaube, dem Heckabschlussblech und den Rückleuchten.
Um die Gewichtsverlagerung nach vorne durch den schwereren und weiter vorne sitzenden Motor auszugleichen, baute man ein Bremsdruckverteilungsventil ein. Beim Eintauchen der Fahrzeugfront während des Bremsvorganges reduzierte dieses Ventil den Bremsdruck an der Hinterachse und ein Blockieren der Hinterräder und ein Ausbrechen des Autos zu verhindern.
Chrysler experimentierte auch mit dem Einbau eines 5,2 l-V8-Motor aus US-Fertigung, entschied dann aber, dass die Karosserie nicht steif genug wäre, um mit dem größeren Motor zurechtzukommen, und die V8-Version wurde nie gebaut.

## Centura KB (1975–1977)

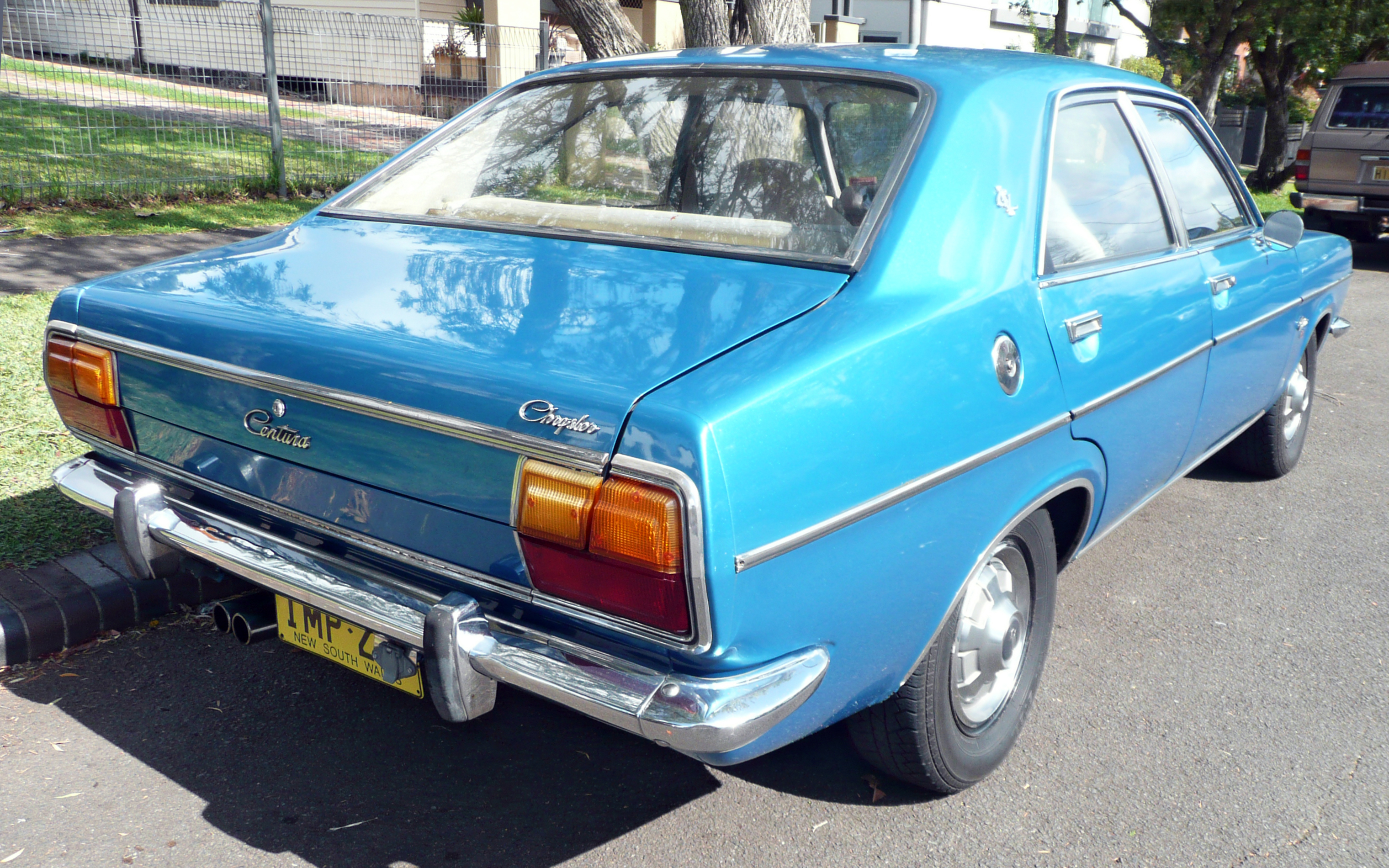
Heckansicht

Der Centura KB wurde in Australien nicht nur mit dem Vierzylinder-Reihenmotor mit 1981 cm³ aus dem französischen Chrysler 180 angeboten, sondern auch mit den Sechszylinder-ohc-Hemi-Reihenmotoren mit 3523 cm³ oder 4014 cm³ Hubraum aus australischer Produktion. Diese Motoren waren nach Wahl mit Drei- oder Viergang-Schaltgetrieben oder einer dreistufigen BorgWarner-Automatik verbunden. Der Vierzylinder hatte 122 SAE-PS (90 kW), die Sechszylinder brachten es auf 142 SAE-PS (104 kW), bzw. 167 SAE-PS (123 kW). Die KB-Serie wurde in den Ausstattungen XL und GL verkauft, letztere erhielt zusätzlich einen Drehzahlmesser, bessere Stoffsitze und auf Wunsch ein Vinyldach. Die KB-Modelle für Europa (ohne Vereinigtes Königreich, Irland, Malta und Zypern) waren natürlich mit einem links eingebauten Cockpit, Lenkrad und Pedalsatz ausgestattet. Wie beim größeren Bruder Valiant war die Zwangslüftung ein Problem, aber wenigstens hatte der Centura zwei Auslässe oben am Armaturenbrett. Die Sechszylindermodelle besaßen auch größere Bremsen (60-mm-Scheiben vorne und 25,4-mm-Trommeln hinten) und ein Zweikreisbremssystem.

### Probleme
Die Schottwände der Sechszylindermodelle passten nicht zu den größeren Kupplungen, die die Wagen benötigten. So war die Verwindung stark und brachen oft bei älteren Fahrzeugen. Bei allen Centura gab es Schwierigkeiten mit der Qualität der Innenausstattung; Türverkleidungen lösten sich und die Vinyl-Dachhimmel rissen an den Nähten ein. Bei den Sechszylindermodellen kam es zu Kabelbränden im Motorraum, weil das Kabel von der Batterie zum Anlasser, die an gegenüberliegenden Ecken des Motors lagen, so lang war. Grund dafür war das Aufreiben des Kabels an den metallischen Haltern an der Schottwand.
1973 wurde die Einfuhr von Karosserien aus Frankreich durch Streiks der Dockarbeiter erschwert, die gegen Frankreichs Atomwaffenversuche in Französisch-Polynesien protestierten. So blieben viele Karosserien monatelang auf den Kais liegen, wo sie der salzwassergeschwängerten Luft ausgesetzt waren und später verstärkt zu Korrosion neigten. Da die Streiks volle zwei Jahre dauerten, blieben mache Karosserien so lange auf den Kais liegen.
Zusätzlich zu den Streikfolgen für französische Importe wurde die Ersatzteilversorgung und das Engagement von Chrysler Australien für gebrauchte Fahrzeuge immer schwieriger, weil 1978 Chrysler Europe Insolvenz anmelden musste und von Peugeot aufgekauft wurde. Bald nach der Übernahme gab es in vielen französischen Peugeot/Talbot-Fabriken Streiks, was die Ersatzteillage in Australien weiter verschlechterte. Auch die Mischung aus metrischen und zölligen Gewinden, die aus der Mischung französischer und australischer Bauteile resultierte, machte die Unterhaltung eines Centura nicht einfacher.

### Marktposition
Die Sechszylindermodelle wurden auf dem australischen Markt viermal so häufig verkauft wie das Vierzylindermodell. Es war bekannt, dass sie eine unproblematische Straßenlage mit gutem Drehmoment und starker Beschleunigungsfähigkeit verbanden. Auf Wunsch verfügbare Sportausstattungen gingen von beim Händler erhältlichen Rallyestreifen an Motorhaube und Fahrzeugseiten bis zu sportlichen Stahl- oder Alufelgen.
Die wichtigsten Wettbewerber des Centura in Australien waren die australischen Vier- und Sechszylinderversionen des Ford Cortina und der Holden-Modelle Torana LH und Sunbird LX. Der Centura bot einen viel größeren Innenraum und auch einen größeren Kofferraum als seine Konkurrenten. Der Centura war auch in geringerem Maße Konkurrent der besser ausgestatteten Vierzylinder-Datsun 180B Bluebird und Toyota Corona, sowie der größeren Holden, des Chrysler Valiant (einschließlich des Charger-Coupés) und des Ford Falcon. Alle diese Wettbewerber – auch wenn sie nicht die extreme Beschleunigungsfähigkeit des Sechszylinder-Centura boten – hatten weniger mit Rost zu kämpfen und boten moderneres Design. Im Rückblick war der Centura kein typischer Mittelklassewagen der 1970er-Jahre. Erst nach der Fertigungseinstellung des Centura brachte Holden im Oktober 1978 den ersten Commodore heraus, der ähnlich viel Platz im Innenraum bot wie der Centura.
Chrysler Australia konnte damals wenig finanzielle Unterstützung von ihrer in eigenen Nöten steckenden US-amerikanischen Muttergesellschaft erwarten, wodurch der größere Valiant jahrelang das gleiche Fahrgestell, im Wesentlichen die gleiche Karosserie und die gleiche Innenausstattung (ohne Zwangsbelüftung!) behalten musste. So erwarb sich der Valiant das Image eines altbackenen Modells, was auch Auswirkung auf das Image des Herstellers hatte und möglicherweise auch die Verkaufszahlen des Centura negativ beeinflusste. Die Konstruktion des 180 war auch schon etwas überholt, als das Modell (später als geplant) auf dem australischen Markt präsentiert wurde, was das schlechte Image der Marke weiter verstärkte. Der größere Valiant war immer noch bei australischen Farmern beliebt, die große und leistungsfähige Autos im US-Stil bevorzugten, aber der Centura konnte auch das nicht bieten.

## Centura KC (1977–1978)

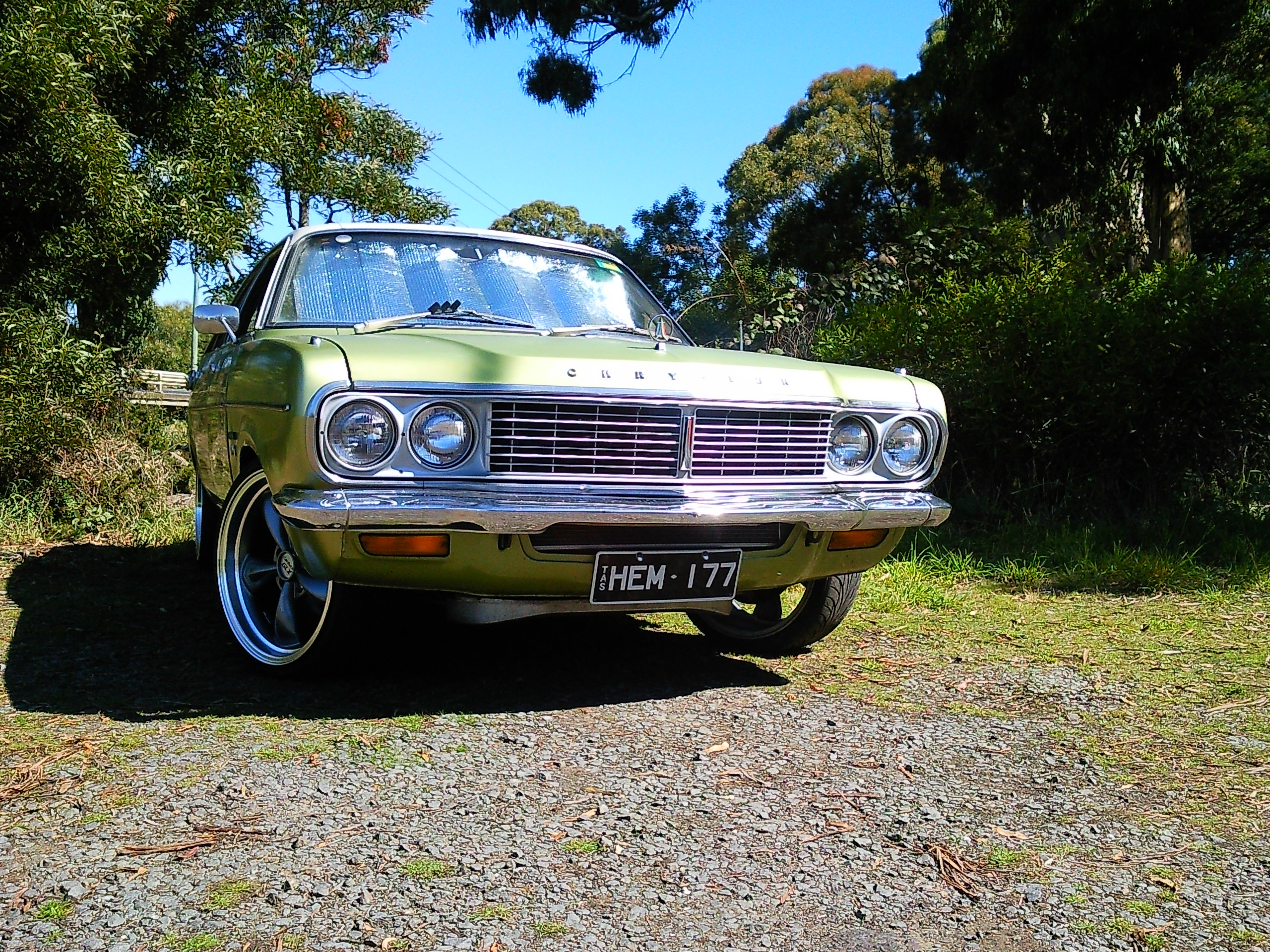
Chrysler Centura (1977–1978)

Im KC-Modell, das von Juni 1977 bis Ende 1978 gebaut wurde, fielen die Motoren mit 2,0 l und 3,5 l Hubraum weg. Stattdessen kam ein niedrig verdichteter (7,6 : 1) 4,0 l-R6, der mit Normalbenzin lief und Benzin sparte, und eine höherverdichtete Version (9,0 : 1) mit höherer Leistung und höherem Drehmoment.
Im Centura KC stieg auch der Anteil der in Australien hergestellten Teile; er hatte VDO-Instrumente, ein Lenkrad, eine Lenksäule und verschiedene andere Teile nach Art des größeren Valiant. Während die 3,5 l-Ausführung noch ein Endantriebsverhältnis von 3,23 : 1 hatte, verfügte der 4,0 l über ein solches von 2,92 : 1. Der KC wurde in der Grundausstattung GL und der besseren GLX-Ausstattung angeboten.
1979 wurde der Centura durch den Sigma aus den Mitsubishi-Konstruktionsbüros ersetzt.